# Gamalama
De Gamalama is een stratovulkaan op het eiland Ternate, voor de westkust van Halmahera, Indonesië. De top van de 1715 meter hoge Gamalama wordt gevormd door een drietal vulkanische kegels. Een noord-zuid lopende riftzone wordt gemarkeerd door een aantal maren en fissuren.
De Gamalama is een van de actiefste vulkanen van Indonesië en heeft in de laatste vijf eeuwen verschillende (freatische) erupties gehad met een waarde van 1 tot 3 in de vulkanische-explosiviteitsindex (VEI). Deze erupties bestonden uit lavastromen, pyroclastische stromen, lahars en tefra, waaronder as, lapilli en vulkanische bommen.
Omdat Ternate een belangrijk centrum voor de handel in specerijen werd toen de Portugezen er in 1512 een fort bouwden, dat later door de Nederlanders werd overgenomen, bestaan er historische verslagen van vulkaanuitbarstingen in Ternate en omliggende eilanden die teruggaan tot het begin van de 16e eeuw. Vanaf de komst van de Europeanen op het eiland werden meer dan 70 erupties geregistreerd.
Tijdens de flankeruptie van 1775 werd een maar gevormd nabij het dorp Soela Takome, waarbij 140 inwoners vermist raakten.  Een andere bron meldt dat bij de eruptie van 1775 een pyroclastische stroom ontstond die circa 1300 mensen het leven kostte.